# 撫養駅
撫養駅（むやえき）は、徳島県鳴門市撫養町南浜権現にある四国旅客鉄道（JR四国）鳴門線の駅。駅番号はN09。

## 歴史
- 1916年（大正5年）7月1日：阿波電気軌道（のちに阿波鉄道）の終点、撫養駅として開業[2][3]。
- 1928年（昭和3年）1月18日：当駅 - 撫養（2代目）間延伸に伴い、ゑびす前駅に改称[4]。
- 1933年（昭和8年）7月1日：国有化され、国鉄の駅となる[4]。同時に蛭子前駅（えびすまええき）に改称[4]。
- 1948年（昭和23年）8月1日：撫養駅が鳴門駅に改称されたのに伴い、撫養駅に駅名を戻す[5]。
- 1956年（昭和31年）12月1日：貨物取扱廃止[4]。
- 1963年（昭和38年）4月1日：業務委託駅となる（日本交通観光社に委託）[6]。
- 1972年（昭和47年）10月1日：荷物扱い廃止[7]。無人駅化[8]（簡易委託駅化）。
- 1987年（昭和62年）4月1日：国鉄分割民営化によりJR四国に継承[4]。

## 駅構造

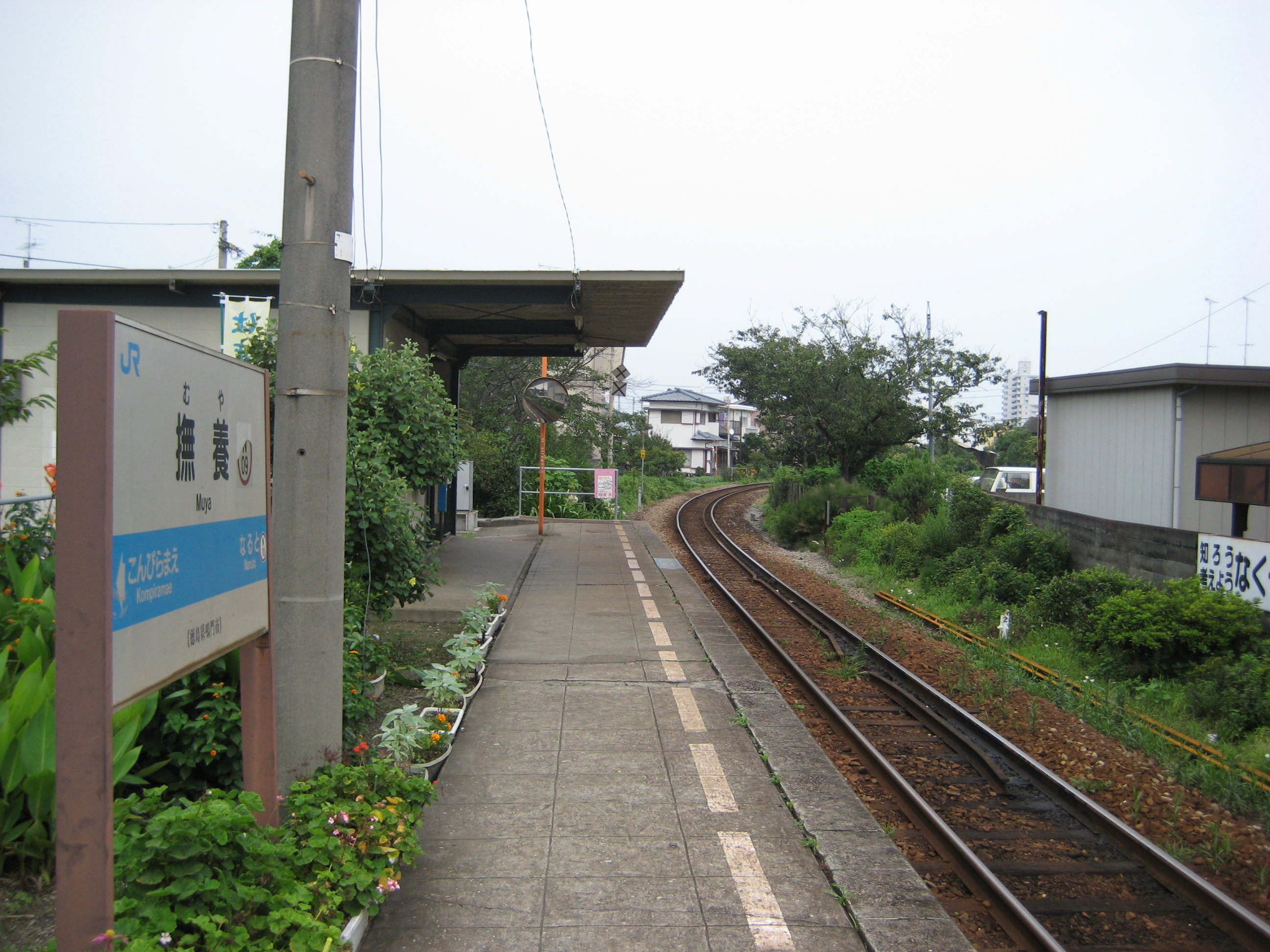
ホーム（2007年7月、鳴門方面）

単式ホーム1面1線を有する地上駅。駅舎はプレハブのような簡易なもので、国鉄時代（1975年〈昭和50年〉建築）から使用されている。
以前はトイレを併設していたが、2019年に廃止された。

## 駅周辺
- 事代主神社 - 一時期名乗った駅名「ゑびす前」および「蛭子前」はこの神社に由来する。
- 市杵島姫神社
- 岩崎神社
- 鳴門中央公園
- 徳島県立鳴門渦潮高等学校撫養キャンパス
- 鳴門市第一中学校
- ハローワーク鳴門
- 鳴門労働基準監督署
- 大塚包装工業第一工場 - 本社は新池川の対岸、鳴門市大津町木津野東辰巳にある[10]。
- 国道28号
- 旧撫養街道
- 徳島バス「斉田発（さいたばり）」、「祇園通り」停留所
- 新池川

## 隣の駅
四国旅客鉄道（JR四国）
■鳴門線
■普通（平日下り1本を除く）
金比羅前駅 (N08) - 撫養駅 (N09) - 鳴門駅 (N10)